# Jardín Botánico Universitario de la Benemérita Universidad Autónoma de Puebla
El Jardín Botánico Universitario de la Benemérita Universidad Autónoma de Puebla (JBU-BUAP) anteriormente llamado Jardín Botánico Ignacio Rodríguez Alconedo, se encuentra en la Ciudad Universitaria de Puebla, México y tiene 10,7 hectáreas de extensión. El jardín está adscrito desde 1996 a la Vicerectoría de Investigación y de Estudios de Posgrado (VIEP).
Pertenece a la Botanic Gardens Conservation International, BGCI y a la Asociación Mexicana de Jardines Botánicos, A.C.; contribuye a la Agenda Internacional para la Conservación en los Jardines Botánicos y a la Estrategia de conservación de la diversidad vegetal en México.
En 2019 obtuvo de la ArbNet la acreditación en el Nivel IV, el máximo nivel que es posible alcanzar hasta hoy, dentro de su programa de acreditación. 

## Historia
Este jardín está ubicado en la Universidad de Puebla, a una altitud de 2150.00 m s. n. m., 19°0′5.06″N 98°12′2.97″O / 19.0014056, -98.2008250. Fue fundado en agosto de 1987 por la Dra. Maricela Rodríguez Acostado y el Arq. Sergio Villalón bajo un proyecto que fue aprobado durante el rectorado del Lic. Alfonso Vélez Pliego.
El nombre original del Jardín y del Herbario deben sus nombres a los farmacéuticos poblanos Ignacio Rodríguez Alconedo y al Dr. Antonio de la Cal y Bracho, respectivamente, quienes fundaron a principios del siglo XIX el primer jardín botánico en Puebla, este se ubicaba en el antiguo Convento de Santa Rosa y fue transformado en el Museo de Arte Popular de Puebla.
A partir del año 2010, el nombre del Jardín y del Herbario, por acoplamiento, cambió de Jardín Botánico Ignacio Rodríguez Alconedo a Jardín Botánico Universitario de la Benemérita Universidad Autónoma de Puebla. En ese mismo año, la Subsecretaría de Gestión para la Protección Ambiental de la Dirección General de Vida Silvestre renovó el registro de Colección Científica a la Colección viva del JBU-BUAP.
En 2012 el JBU-BUAP fue certificado por el Centro de Educación y Capacitación para el Desarrollo Sustentable (CECADESU) como un Centro de Educación y Cultura Ambiental (CECA) de nivel 3, dicha certificación avala el trabajo en materia de educación ambiental, conservación y promoción de estilos de vida sustentable en la comunidad estudiantil y en la sociedad poblana.

## Colecciones

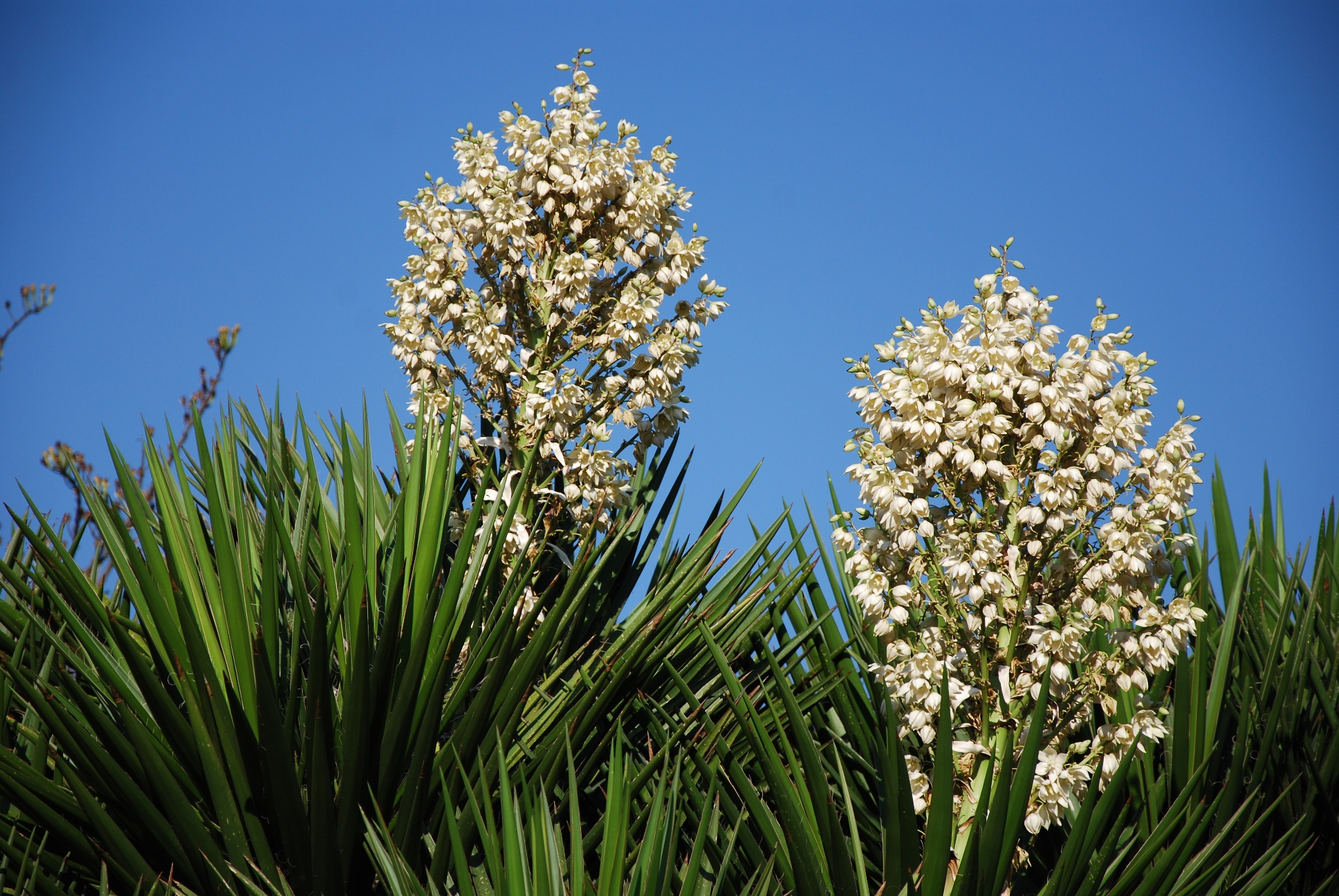
Yucca periculosa

El JBU-BUAP cuenta con dos colecciones científicas: la colección de plantas vivas y la colección de plantas herborizadas.
Colección viva:
Alberga 3,000 plantas que se agrupan en 12 secciones, definidas de acuerdo a criterios geográficos, ecológicos, taxonómico y de usos.
- Arboreto. En esta sección del jardín se cultivan diferentes especies nacionales y exóticas, en el que destacan pinos y cipreses coníferas.
- Humedal de temporal. Esta zona prospera en la época de lluvia.
- Palmeto. En esta parte del jardín se exhiben diversas especies de palmas.
- Quercetum. Junto con otras instituciones, se alberga una parte de la colección nacional de encinos.
- Riparia. Zona alrededor del lago donde se observan ahuehuetes, sauces y tules.
- Plantas de importancia económica. Incluyen hortalizas, árboles frutales y plantas medicinales.
- Zona Centro Semiárida. Se encuentran especies del Matorral Xerófilo y del Bosque Tropical Caducifolio.
- Zona Centro Templada. Se pueden observar plantas de encino, sabinos, cedros, colorines y pirules.
- Zona Norte. Están integradas por especies representativas de la flora de la zona norte del estado de Puebla. Incluye especies del Bosque Tropical Subcaducifolio, Bosque Mesófilo de Montaña y Bosques de encino y pino.
- Zona Sur. Dominada por especies provenientes del Bosque Tropical Caducifolio, como casahuates, izotes, copales y huizaches.
- Jardín de las Mariposas. En este hermoso jardín encontrarás plantas nectaríferas, es decir con mucho néctar. El néctar atrae a los polinizadores, en este caso, las mariposas.
- Jardín desértico.

### Colección de Herbario
En el Herbario del JBU-BUAP se encuentran con cerca de 60,000 ejemplares de plantas herborizadas, la mayoría de ellas pertenecientes al estado de Puebla. Las siglas HUAP corresponden a su registro internacional.
Como resultado de su trabajo de investigación, el JBU-BUAP ha publicado cuatro libros sobre la flora de Puebla.

## Infraestructura
Cuenta con vivero, dos invernaderos, un laboratorio de investigación, un centro de atención al visitante y una tienda.

## Cuerpos de agua
El jardín tiene una laguna artificial donde de modo espontáneo acuden aves, éstas buscan su propio alimento y algunas se reproducen en la zona. Dentro de las especies protegidas está el pato mexicano, aves endémicas como la matraca del Balsas (Campylorhynchus jocosus), la primavera huertera (Turdus rufopalliatus) y el colibrí panza blanca (Amacilia violiceps).

## Actividades
En este centro se despliegan una serie de actividades a lo largo de todo el año:
- Programas de conservación
- Programa de mejora de plantas medicinales
- Biotecnología
- Estudios de nutrientes de plantas
- Ecología
- Etnobotánica
- Exploración
- Horticultura
- Horticultura urbana
- Sistemática y Taxonomía
- Sustentabilidad
- Farmacología
- Mejoramiento genético
- Index Seminum
- Programas educativos para la Universidad y colegios
- Cursos para el público en general

Para generar sus propios recursos, el jardín ofrece servicios educativos y de consultoría a las empresas en materia ecológica, estudios de impacto ambiental, para plantaciones o generar fuentes alternativas de energía, así como programas de rescate y recuperación de especies.